# شهرک هزارانی
شهرک هزارانی،روستایی بزرگ از توابع شهرستان آبدانان در استان ایلام ایران است.مردم این روستا از قوم لر و از ایل مالملایی هستند که به زبان لری با گویش لری بالاگریوه‌ای سخن میگویند.

## مردم
مردم این روستای بزرگ لر هستند و همگی به گویش لری سخن میگویند.

## جمعیت
این شهرک در شهرستان آبدانان قرار دارد و براساس سرشماری مرکز آمار ایران در سال ۱۳۸۵، جمعیت آن ۳٬۰۹۸ نفر (۶۶۵خانوار) بوده‌است.